# Mroseite
La mroseite è un minerale.